# 不破慎理
不破 慎理（ふわ しんり、3月31日 - ）は、日本の漫画家、イラストレーター。岡山県出身。女性。血液型はO型。
主にボーイズラブ漫画と同人誌を執筆している。

## 作品リスト

### 漫画作品
- PRIVATE
  - PRIVATE・男らの優雅な生活
  - PRIVATEII
- 幸福の法則
- Every Day Every Night
- 優しい関係
- いたいけな僕ら
- ダブルパニック
- パーフェクトワールド
- 遺伝子はささやく
- やっかいな僕ら
- HELP ME!
- フラチな僕ら
- 激しい雨
- お花とチョコレェト
- 僕らを支配するコトバ
- YEBISUセレブリティーズ（原作：岩本薫）
- GRAVITY EYES（グラビティ・アイズ）
- 絶対運命方程式
- 爪先にキス
- マーキナ・アンゲルス
- 恋愛証明 -Proof of Love-
- リピート・アフター・ミー?
- 非合法純愛
- 四畳半王子
- 千鳥さん家に限って
- 准教授黒塚将生の華麗な生活
- 噛む男
- 世界は甘いお菓子でできている
- 世界は僕らのことなんか知りもしない
- Border 45cm
- Cafeツクモで逢いましょう
- 笑いヒツジと泣きオオカミ
- 初恋なんて知らねぇよ!!
- どうぞ美味しく召し上がれ
- 待てができないダメ犬は
- そろそろ結婚しませんか
- 僕は、明日の夢をみる
- もろもろ全部教えてください。
- あくまで運命なので

### 挿絵（小説イラスト）
- 情熱のヴィブラート（原作/文：秋山みち花）
- 薔薇は略奪 愛の誓い（原作/文：松幸かほ）
- ウォータークラウン（原作/文：火崎勇）
- 二人のポジション（原作/文：火崎勇）
- 甘い夜に呼ばれて（原作/文：神奈木智）
- YEBISUセレブリティーズ（原作/文：岩本薫）
  - YEBISUセレブリティーズ SPIN OFF!!
- 恋愛ノススメ（原作/文：冬城蒼生）
  - 恋愛ノススメ -恋の予感-
  - 恋愛ノススメ -愛がとまらない-
- いつか夢になる日まで（原作/文：冬城蒼生）
- 言葉はいらない（原作/文：冬城蒼生）
- 恋愛詐欺師（原作/文：賀田まいと）
- 艶めく花のように（原作/文：浅見茉莉）
- 雨のように、愛のように（原作/文：吉田ナツ）
- お兄さんは生徒会長様（原作/文：斑鳩サハラ）
- COOL MOON（原作/文：斑鳩サハラ）
  - お兄さんは生徒会長様2 - 月夜のパニー
- 愛する人は毒入り（原作/文：山藍紫姫子）
- したたかに純愛（原作/文：佐々木禎子）
- ゲームシリーズ（原作/文：藤堂夏央）
  - シークレット・ゲーム
  - リスキー・ゲーム
  - スクランブル・ゲーム
  - ラビリンス・ゲーム

### ドラマCD
- YEBUSUセレブリティーズ3（2枚組）

原作：岩本薫、作画：不破慎理

### 同人誌・オリジナル
- HOME WORK
- THE NIGHT OF LANDMARK
- milk&bitter（商業誌番外コピー誌）

### イラスト集・原画集
- YEBISUセレブリディーズ キャラクターズブック （大型本） ISBN 9784862630179